# Blake Blossom
Blake Blossom (California; 14 de febrero de 2000) es una actriz pornográfica estadounidense.

## Biografía
Blake nació en California y fue criada en Arizona donde creció en una comunidad mormona conservadora, aunque nunca profesó la religión. A finales de 2019, cuando trabajaba como niñera, un chico con el que salía le sugirió grabar un vídeo amateur para su canal en Pornhub. Un par de meses después, un día después de su vigésimo cumpleaños, abrió su OnlyFans. El 26 de marzo de 2020, debutó en la industria pornográfica y su primera escena fue Exploited College Girls con el fallecido actor Jake Adams. En diciembre de ese mismo año fue elegida «Pet of the month» por la revista Penthouse.
En 2021 fue nominada en la categoría «Fan Award: Hottest Newcomer» («Premio de los fans: Actriz revelación más caliente») de los Premios AVN. En 2022, fue ganadora de los premios en las categorías Best New Starlet («Mejor actriz revelación») y Fan Award: Hottest Newcomer («Premio de los fans: Actriz revelación más caliente») de los Premios AVN.